# افسانه گل نور
 افسانه گل نور پویانمایی (انیمیشن) بلند از نوع سه بعدی تلفیقی ساخت ایران در گونه کمدی ست که در بهمن ماه ١٣٨٩ در بیست و نهمین جشنواره فجر به نمایش عمومی در آمد و نامزد دریافت جایزه در بخش نگاه نو (مسابقه فیلم‌های اول) در بیست و نهمین جشنواره فیلم فجر می‌باشد و همچنین نامزد دریافت بهترین  فیلم کودک در بیست و پنجمین جشنواره بین‌المللی فیلم کودک  می‌باشد .

## داستان فیلم
در سرزمینی ناشناخته آدم کوچولوهایی زندگی می‌کنند. آن‌ها مزرعه‌های خود را با آب چشمه‌ای در نزدیکی دهکده، آبیاری می‌کنند. اما جادوگرهای پشت کوه دارویی درون چشمه می ریزند که روی فکر آن‌ها تأثیر می گذارد. اما مردم یکی از دهکده‌ها تصمیم می‌گیرند تا برای در امان ماندن از تأثیرات دارو دیگر از آب چشمه استفاده ننمایند و این ماجرا مشکلاتی را برای آن‌ها به همراه دارد.

## اکران
هم زمان با اکران فیلم در جشنواره فیلم فجر(سالن برج میلاد-بهمن ماه ٨٩) این فیلم در سینماهای فرهنگ - پردیس ملت - و موزه سینما به نمایش در آمد